# تام رالف
تام رالف (سوئدی: Tom Rolf؛ ۳۱ دسامبر ۱۹۳۱ – ۱۴ ژوئیهٔ ۲۰۱۴) یک تدوین‌گر اهل سوئد بود.

## بخشی از فیلمشناسی
- جرونیمو (فیلم ۱۹۶۲) (۱۹۶۲)
- اسب کهر را بنگر (۱۹۶۴)
- بیلی جک در دادگاه (۱۹۷۴)
- ارتباط فرانسوی ۲ (۱۹۷۵)
- راننده تاکسی (۱۹۷۶)
- یکشنبه سیاه (۱۹۷۷ فیلم) (۱۹۷۷)
- نیویورک، نیویورک (فیلم) (۱۹۷۷)
- دروازه بهشت (فیلم) (۱۹۸۰)
- مردان واقعی (فیلم) (۱۹۸۳)
- نه و نیم هفته (۱۹۸۶)
- باران سیاه (فیلم آمریکایی) (۱۹۸۹)
- نردبان یعقوب (فیلم) (۱۹۹۰)
- مخمصه (فیلم ۱۹۹۵) (۱۹۹۵)
- متعلق به شیطان (۱۹۹۷)
- نجواگر اسب (فیلم) (۱۹۹۸)
- رمزگویان باد (۲۰۰۲)
- تعادل (فیلم) (۲۰۰۲)